# Амбла (волость)
А́мбла (эст. Ambla) — бывшая волость в Эстонии в составе уезда Ярвамаа.

## Положение
Площадь волости — 166 км², численность населения на  1 января 2010 года составляла 2284 человек.
Административный центр волости — посёлок Амбла. Помимо этого на территории волости находятся ещё 2 посёлка - Аравете и Кяравете, а также 10 деревень.

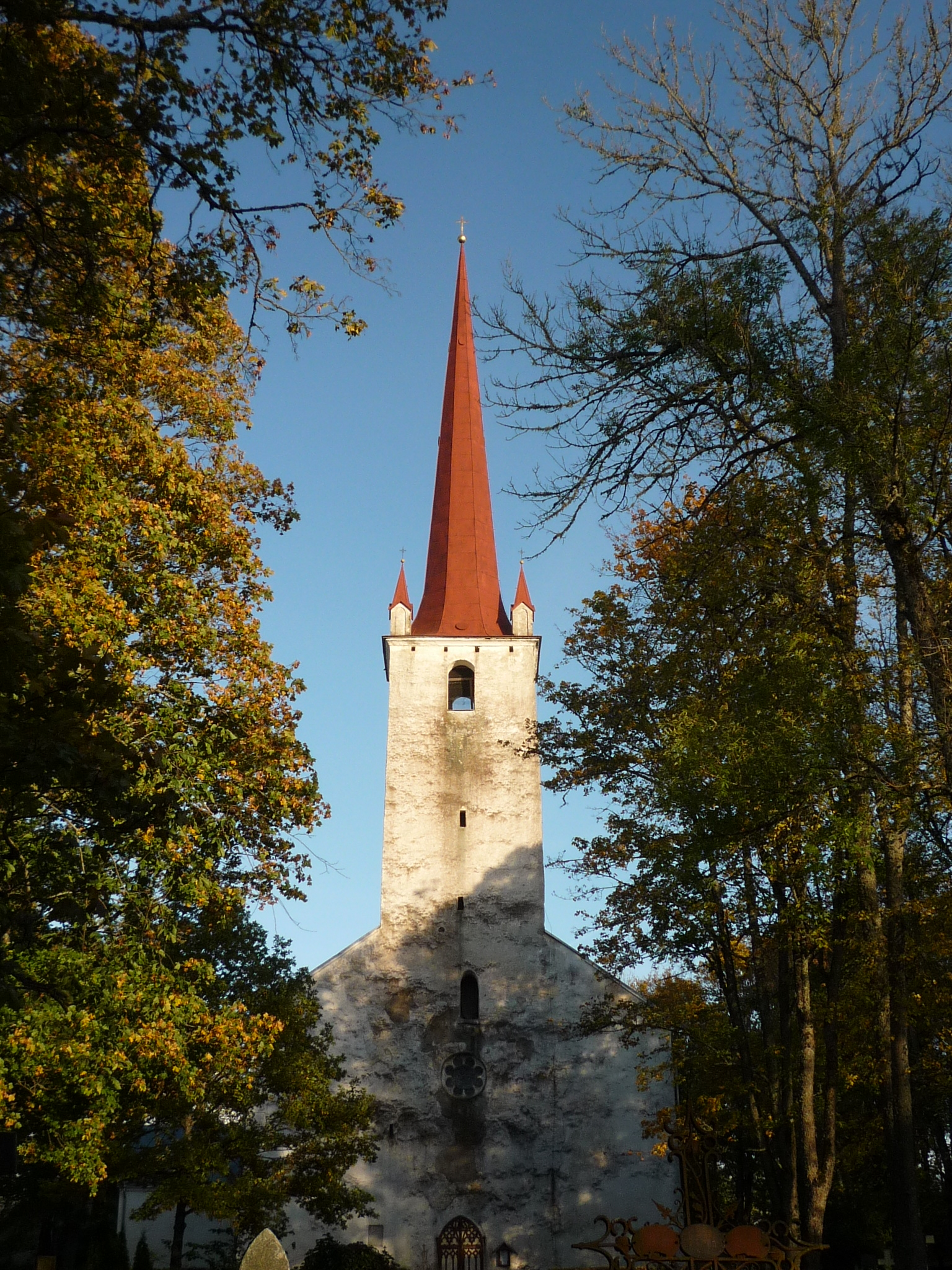
Церковь в Амбла